# Freilichtspiele Altusried
Koordinaten: 47° 47′ 42″ N, 10° 12′ 55″ O

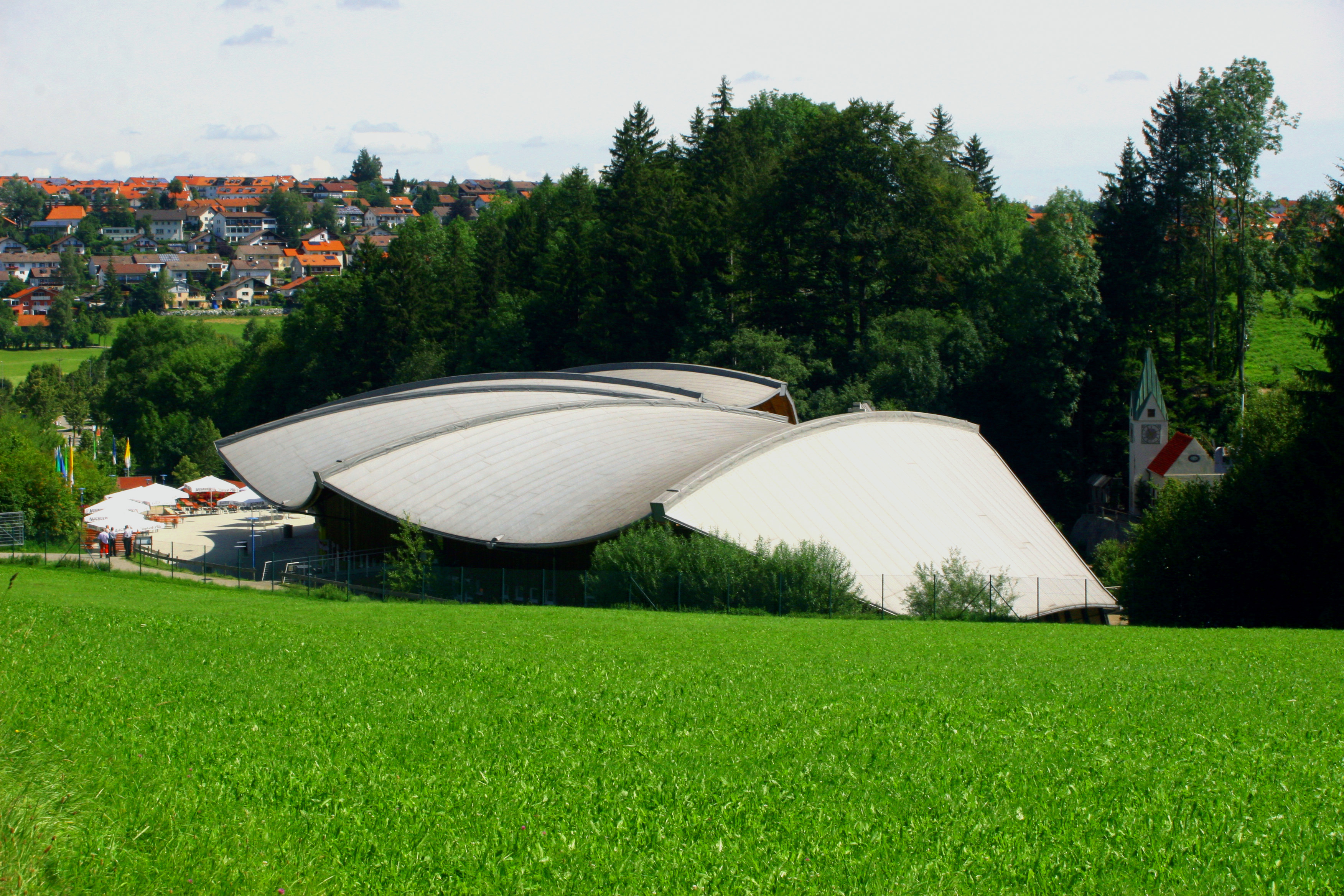
Freilichtbühne Altusried (2009)

Die Freilichtspiele Altusried sind eine alle drei Jahre stattfindende Freiluft-Theaterveranstaltung mit 140-jähriger Tradition in Altusried im Landkreis Oberallgäu. Als ehrenamtliche Darsteller fungieren nahezu ausschließlich die Bewohner des Ortes Altusried.

## Geschichte
Im Jahr 1879 wurde von Altusrieder Laiendarstellern erstmals das Stück Der bayerische Hiasl auf die Bühne gebracht. 1911 waren bereits 500 Gemeindemitglieder beteiligt, den Freiheitskampf Andreas Hofers szenisch darzustellen. Bis zum Bau der festen Zuschauertribüne prägten die Stücke "Andreas Hofer", "Götz von Berlichingen", "Wilhelm Tell" den Spielplan. Das Thema „Freiheit und Kampf gegen Unterdrückung“ ist bis heute das beherrschende Leitmotiv der Theateraufführungen geblieben, allerdings hat man sich seit 2005 auch anderen Helden aus Geschichte und Literatur geöffnet.
Im Jahr 2018 wurden die Spiele mit dem Heimatpreis Bayern ausgezeichnet.

## Die Allgäuer Freilichtbühne Altusried

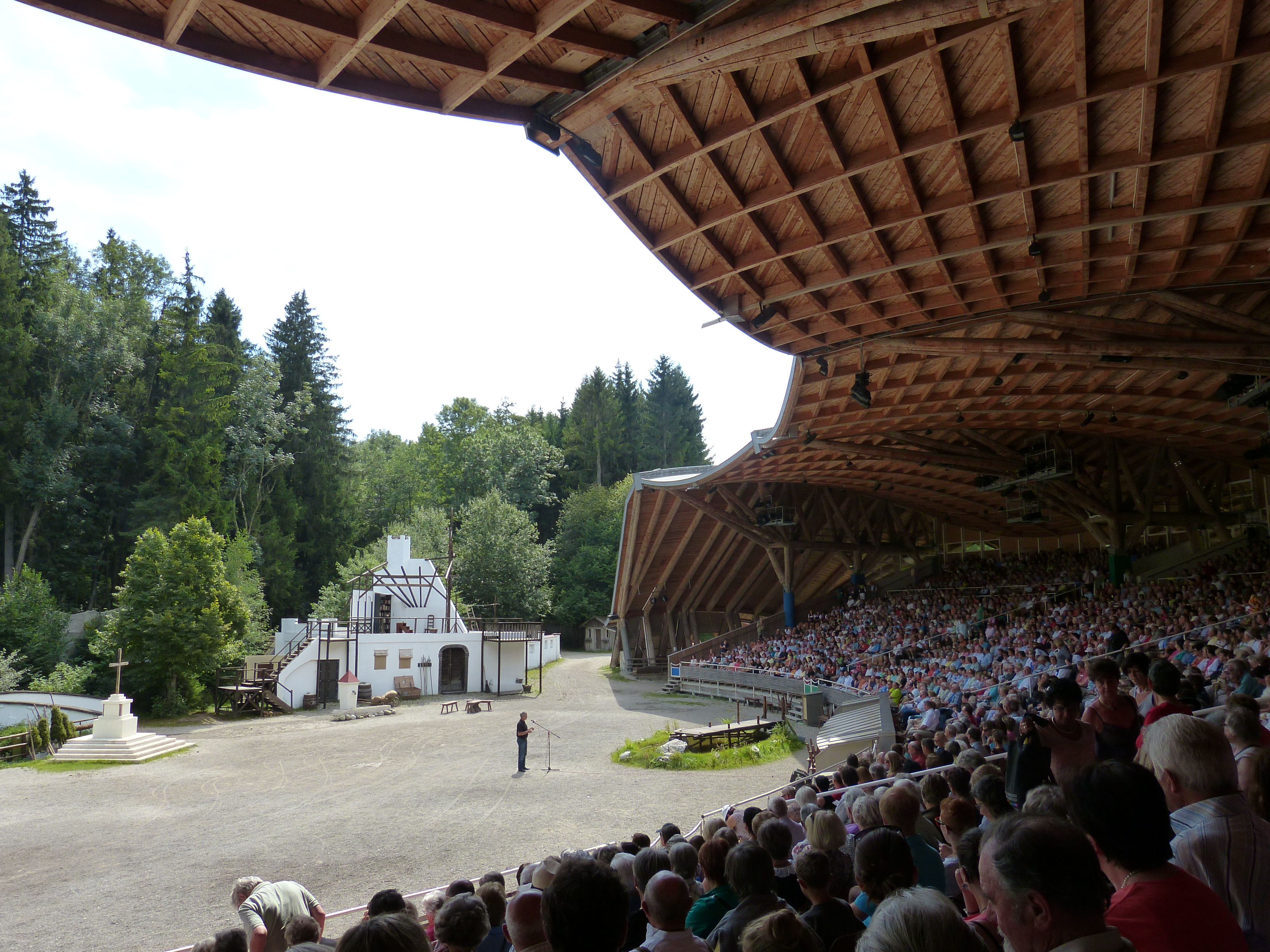
Freilichtbühne Altusried (2013)

Seit 1952 wurde für die Freilichtspiele das Areal am Riedbach genutzt. 1993 wurde das Gelände von der Gemeinde Altusried gekauft. 1997 begann der Ausbau des Festspielgeländes und der Bau einer festen Zuschauertribüne. 1999 wurde die neue Freilichtbühne erstmals bespielt.
Die Freilichtbühne Altusried ist eine Naturbühne mit einem geschwungenen, 3.165 m² großen Tribünendach in Holzkonstruktion, unter dem 2.500 Zuschauer Platz finden. Die Spielbühne ist mit dem dazugehörigen Spielhang 4.500 m² groß. Neben den Freilichtspielen dient die Bühne als Schauplatz für weitere Theateraufführungen und Konzerte. So findet jährlich das Sommerfestival Altusried statt.

## Chronik der Aufführungen
| - 1879: Der bayerische Hiasl - 1900: Der bayerische Hiasl - 1911: Andreas Hofer - 1931: Andreas Hofer - 1933: Andreas Hofer - 1949: Götz von Berlichingen - 1952: Wilhelm Tell - 1954: Wilhelm Tell - 1959: Andreas Hofer | - 1964: Götz von Berlichingen - 1970: Wilhelm Tell - 1977: Andreas Hofer - 1982: Wilhelm Tell - 1986: Bauernkrieg - 1991: Götz von Berlichingen - 1995: Andreas Hofer - 1999: Bauernkrieg im Allgäu - 2002: Wilhelm Tell | - 2005: Die Jungfrau von Orleans Spielleiter: Ulrich Schwab, ca. 67.000 Besucher - 2009: Andreas Hofer - 2013: Don Quijote - 2016: Robin Hood - 2019: Artus! - 2023: Ronja Räubertochter |

Im Jahr 2025 soll im Rahmen des Proiekts „COURAGE – 500 Jahre Bauernkrieg“ das nächste Freilichtspiel stattfinden. Das Stück handelt vom Bauernkrieg von 1525, in dem viele für ihre Freiheit kämpfenden Bauern ihr Leben verloren.

## Trivia
Die Freilichtbühne Altusried ist ein wesentlicher Schauplatz des Romans Laienspiel aus der Kommissar-Kluftinger-Reihe. Der Koautor Volker Klüpfel wuchs in Altusried auf und ist auch aktiver Mitspieler bei den Freilichtspielen.